# Orłowski Okręg Wojskowy
Orłowski Okręg Wojskowy (ros. Орловский военный округ, ОрВО) – ogólnowojskowy, operacyjno-terytorialny związek Sił Zbrojnych ZSRR.
Utworzony rozkazem Ludowego Komisariatu Obrony nr 0154 z 28 lipca 1938. Sztab znajdował się w Orle. 

## Dowódcy Okręgu
- gen. por. (1940) Fiodor Riemiezow: 11 czerwca 1940 (rozkaz LKO nr 02581) - 19 czerwca 1941 (rozkaz LKO nr 00317);
- gen. por. (1940) Pawieł Kuroczkin: 19 czerwca 1941 (rozkaz LKO nr 00317) - ?;

## Członkowie Rady Wojskowej
- komisarz korpuśny (od 1939) Fiodor Siemionowski: 27 marca 1939 (rozkaz LKO nr 0080) - ?

## Szefowie Sztabu
- gen. mjr (1940) Andriej Korniejew: 23 lipca 1938 (rozkaz LKO nr 01235) - ?